# Tanjur
Le Tengyur (tibétain : བསྟན་འགྱུར, Wylie : bstan 'gyur, THL : tengyur), également translittéré, Tanjur, Dandjour ou Tenjur, est une collection de livres sacrés du bouddhisme tibétain, composée de 240 vol. in-4, qui forme, avec le Kanjur, qui en compte 108, le canon du bouddhisme vajrayana.
Le Tanjur, qui signifie "La traduction des commentaires", est composé de commentaires écrits principalement par des pandits (érudits) indiens sur différents sujets tels l'enseignement du Bouddha, la philosophie, la grammaire, etc. Son but principal est d'éclaircir les paroles du Bouddha réunies dans le Kanjur.
La première compilation du Tanjur a été faite parallèlement à celle du Kanjur, au XVe siècle au monastère de Narthang. Il existe aujourd'hui plusieurs versions du Tanjur.

## La collection

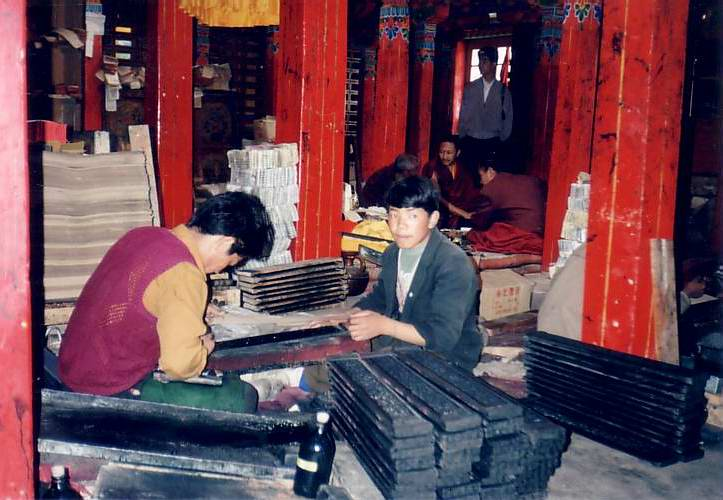
Impression des écritures, au monastère de Séra.

La collection complète du Tanjur comprenait 240 volumes dont il ne reste aujourd'hui que 215.
- Sûtras ("Hymnes de l'éloge") : 1 Volume; 64 textes.
- Commentaires sur les Tantras : 86 Volumes; 3055 textes.
- Commentaire sur les Sûtras; 137 Volumes; 567 textes.

1. Commentaire sur les Prajnaparamita, 16 volumes.
2. Traités du Madhyamika, 29 volumes.
3. Traités du Yogacara, 29 volumes.
4. Abhidharma, 8 volumes.
5. Textes divers, 4 volumes.
6. Commentaire sur le Vinaya, 16 volumes.
7. Récits et drames, 4 volumes.
8. Traités techniques, 43 volumes.

Il existe une version du Tanjur à Pékin

## Les différentes éditions du Tanjur
On a recensé jusqu'à aujourd'hui cinq éditions traditionnelles du Tanjur : Peking, Ganden (ou Golden Tanjur), Narthang, Derge et Cône. Le Tanjur de Ganden est une édition manuscrite, et les autres Tanjur sont imprimés (xylographiés). On peut définir deux lignées : d'un côté Derge et Cone, de l'autre Peking, Narthang et Ganden.